# John Herschel
Sir John Frederick William Herschel, nam tước thứ nhất (1792-1871) là nhà toán học, nhà vật lý, nhà thiên văn học, nhà hóa học, nhiếp ảnh gia người Anh. Ông là con trai của nhà thiên văn người Anh gốc Đức William Herschel và có tới 11 đứa con. 

## Những đóng góp

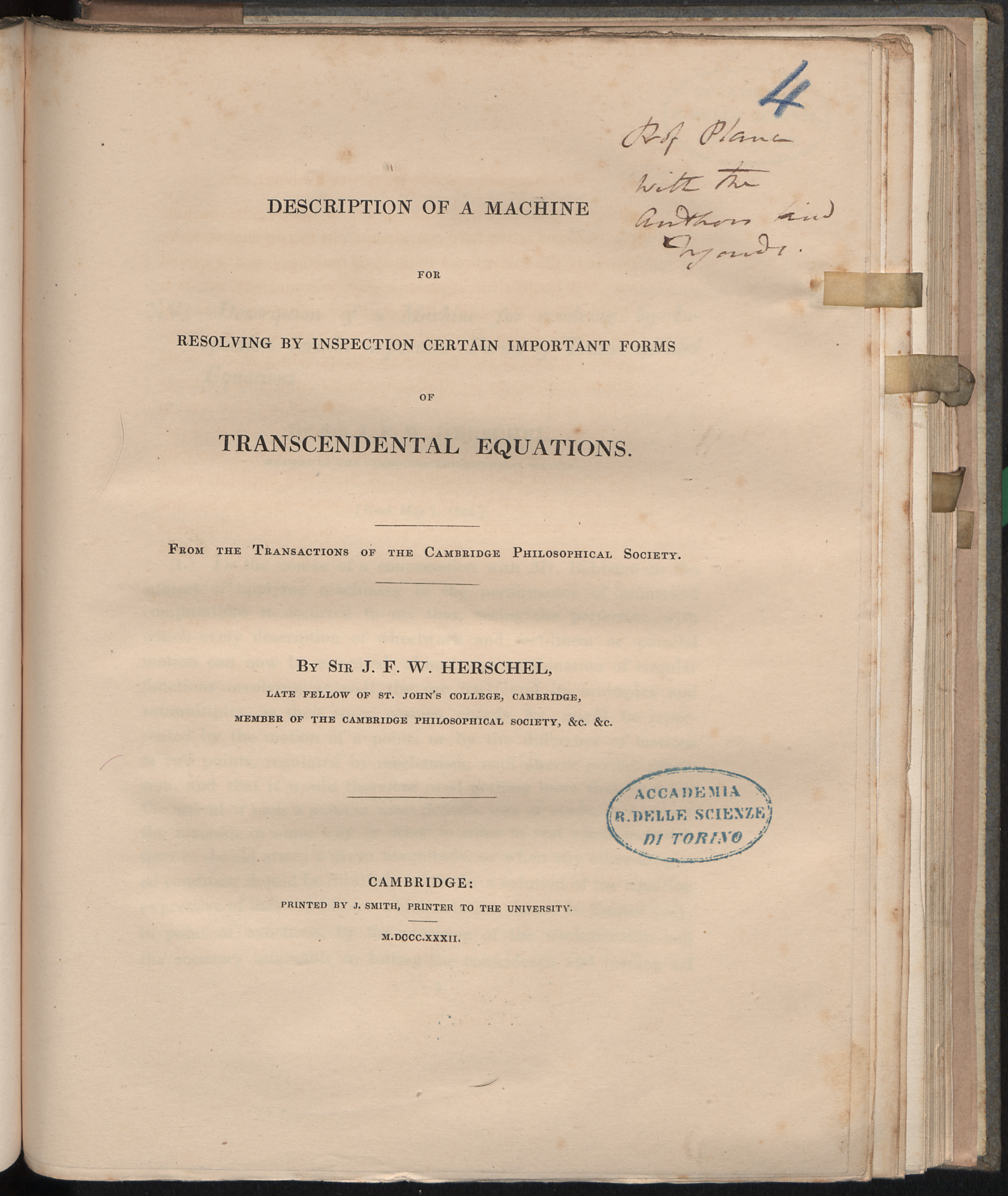
Description of a machine for resolving by inspection certain important forms, 1832

### Những nghiên cứu vềthiên văn học

#### Omega Centauri
John Herschel là người đầu tiên nhận ra Omega Centauri là một cụm sao cầu vào thập niên 1830.

#### Messier 100
John Herschel đã mở rộng những phát hiện về nó vào năm 1833.

#### Tinh vân Omega
Ý định đầu tiên nhằm vẽ ra chính xác tinh vân này (như một phần của loạt các phác họa về các tinh vân) đã được John Herschel thực hiện năm 1833 và công bố năm 1836. Ông miêu tả tinh vân này như là chữ cái Hy Lạp omega (Ω) hoa, hơi bị biến dạng và có độ sáng không đều.

#### NGC 2207 và IC 2163
Cả hai thiên hà này đều được phát hiện bởi John Herschel vào năm 1835.

#### Centaurus A
Sự dị thường của thiên hà này, cụ thể là nhìn từ Trái Đất, thiên hà nhìn giống như thiên hà thấu kính hoặc elip với các dải bụi chồng lên, lần đầu tiên được John Hersch miêu tả năm 1847, và thiên hà được liệt kê trong Tập bản đồ các thiên hà dị thường (xuất bản năm 1966) như là một trong những ví dụ tốt nhất về thiên hà bị "nhiễu loạn" với sự hấp thụ bụi..

#### Các vệ tinh

##### Sao Thổ
John Herschel đã đặt tên cho các vệ tinh này trong lần xuất bản năm 1847 cuốn Results of Astronomical Observations Made at the Cape of Good Hope của ông.. Những vệ tinh được ông đặt tên gồm Enceladus, Iapetus, Mimas, Rhea,Titan và Tethys.

##### Sao Thiên Vương
Năm 1852, John Herschel đã đề xuất tên cho bốn vệ tinh của hành tinh này và vẫn còn được sử dụng đến ngày nay. Bốn vệ tinh đó là Ariel, Oberon, Titania và Umbriel.

#### Siêu đám Xử Nữ
Năm 1863, John Herschel công bố những tinh vân có hình dạng lớn nằm trong chòm sao Thất Nữ (gần phía bắc của cực thiên hà).

#### Tinh vân Đại Bàng
John Herschel xem nó là một đám mây với hàng trăm ngôi sao sáng. 

#### Tinh vân Lagoon
John Herschel đã đặt tên cho nó là tinh vân Đồng Hồ Cát.

#### Thiên thể NGC
John Herschel đã thực hiện nhiều quan sát về các thiên thể bầu trời bán cầu nam.

#### Những vì sao
John Herschel đã lặp lại nghiên cứu của người cha William ở bán cầu nam và tìm thấy điều tương tự về số lượng sao tăng ổn định theo cùng một hướng, theo hướng vào lõi Ngân Hà.

### Những nghiên cứu khác

#### Ngày Julius
Trong quyển Outlines of Astronomy, xuất bản lần đầu năm 1849, nhà thiên văn John Herschel đã viết:
"Năm đầu tiên của chu kỳ Julius, cũng là năm số 1 của 3 chu kỳ thành phần, là vào năm 4713 TCN, và giữa trưa ngày 1 tháng 1 của năm đó, đối với kinh tuyến đi qua Alexandria, là thời điểm khởi nguyên, để xác định các sự kiện lịch sử, bằng việc tính số nguyên ngày giữa thời điểm khởi nguyên và giữa trưa (đối với Alexandria) của ngày. Thiên đỉnh của Alexandria được chọn vì Ptolemy đã dựa vào nó khi đề xuất kỷ nguyên Nabonassar, cơ sở của mọi tính toán của ông".

#### Phát hiện vach phổ
Vào năm 1840, John Herschel đã phát hiện ra các vạch phổ Fraunhofer trong vùng hồng ngoại, vùng ánh sáng mà cha ông đã phát hiện 40 năm về trước. 

#### Natri thiosunfat
John Herschel còn khám phá ra khả năng xử lý ảnh của chất này. Và nó rất có ứng dụng trong nhiếp ảnh.

#### Kính áp tròng
John Herschel cho rằng cho rằng có thể thu nhỏ thấu kính vẫn được sử dụng vào các công việc khác thành loại kính có thể đặt được vào mắt người thường.

#### Xác suất
John Herschel cũng có chứng minh về định luật điều kiện của sai số trong xác suất.

#### Nicrophorus pustulatus
John Herschel đã có miêu tả về loài bọ cánh cứng này vào năm 1807.

## Vinh danh
Tên của John Herschel được đặt cho một hố trên Mặt Trăng, một ngọn núi và một hòn đảo tại Nam Cực. Ông được chôn cất tại Tu viện Westminster, cạnh hai con người vĩ đại khác là Charles Darwin và Isaac Newton.

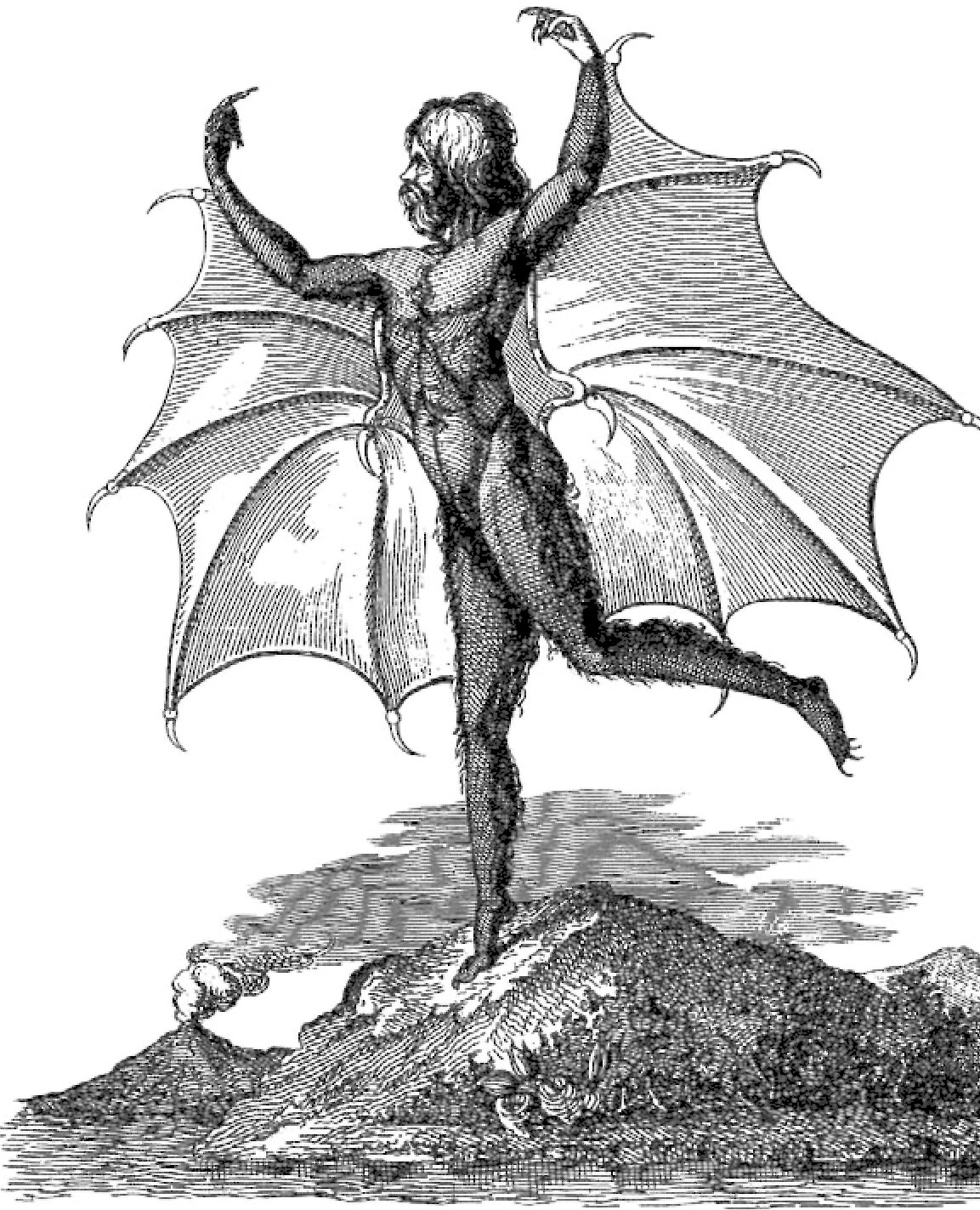
Vespertilio homo (người dơi), trong bài báo bản tiếng Ý: Delle Scoperte Fatte Nella Luna del Dottor Giovanni Herschel. Napoli, 1836

## Trò đánh lừa mạo danh John Herschel
"Trò đánh lừa về mặt trăng" là vụ đánh lừa của báo chí với công chúng, mạo danh John Herschel. Tháng 8/1835 tờ The Sun ở New York đăng trên trang nhất loạt bài liệt kê một chuỗi các khám phá thiên văn học không thể tin nổi, với sự trợ giúp của kính thiên văn cực lớn và những phương pháp đặc biệt, do nhà thiên văn học người Anh, Hiệp sĩ John Herschel thực hiện. Bài báo cho biết "một học thuyết mới về hiện tượng sao chổi" đã được phát triển, đã tìm ra các hành tinh trong những chòm sao khác và đã "giải và sửa chữa gần như mọi vấn đề toán học nghiêm trọng nhất trong ngành thiên văn học".
Sau đó báo đề cập đến thành quả tuyệt vời nhất của Herschel, là ông đã tìm thấy sự sống trí tuệ trên mặt trăng, thấy rừng, biển, các kim tự tháp màu hoa cà, những đàn bò rừng bizon, các con ngựa một sừng màu xanh,... sống trên những ngọn đồi.
New York Sun còn đăng tới khi công chúng phát hiện ra đó là một trò đánh lừa, còn John Herschel thì không biết đến những vụ việc này.